# (74266) 1998 SH102
(74266) 1998 SH102 – planetoida z pasa głównego asteroid okrążająca Słońce w ciągu 4,52 lat w średniej odległości 2,73 j.a. Odkryta 26 września 1998 roku.